# Champagné-Saint-Hilaire

Champagné-Saint-Hilaire este o comună în departamentul Vienne, Franța. În 2009 avea o populație de 941 de locuitori.